# Pierre Barrette
Pour les articles homonymes, voir Barrette.
Pierre Barrette est né en 1964 est une sémiologiste québécois, poète, professeur, et directeur de l'École des médias de l'Université du Québec à Montréal. Il détient un doctorat en sémiologie. Ses travaux de recherche s'intéressent principalement à la sémiologie et à l'analyse des différents médias, à l'histoire de la télévision ainsi que sur les mutations de l'institution télévisuelle. Parallèlement à ses recherches, il a œuvré comme poète. Il a notamment écrit quatre recueils de poésie aux Éditions du Noroît.

## Biographie

### Carrière académique
Diplômé d'une Maîtrise en communication (1990) et d'un Doctorat en sémiologie (1997) à l'Université du Québec à Montréal (UQAM), Pierre Barrette s'intéresse, dans le cadre de ses recherches, aux communications, à la culture populaire, à la culture québécoise, aux études cinématographiques, à la sémiologie ainsi qu'à l'histoire de la télévision,. « Ses travaux de recherche s’intéressent à la sémiologie et à l’analyse des médias. Ses recherches actuelles portent sur la sémiologie des genres, l’histoire de la télévision ainsi que sur les mutations contemporaines de l’institution télévisuelle. » Il est professeur et directeur de l'École des médias de l'UQAM. En tant que spécialiste de la télévision québécoise, il a été directeur du GLOBE - la Revue internationale d'études québécoises de 2013 à 2018. Il est également cochercheur au Centre de recherche interuniversitaire sur la littérature et la culture au Québec (CRILCQ). Il s'investit comme collaborateur pour plusieurs revues culturelles comme 24 images et Hors-champ,,.
Il a participé et dirigé de nombreux ouvrages collectifs aux côtés de Étienne Paquette et Charles Perraton et publié aux Presses de l'Université du Québec. Il a fait paraître Du simple au double : approches sémio-pragmatiques de Métropolis et Pour la suite du monde (1995), Robinson à la conquête du monde du lieu pour soi au chemin vers l'autre (2006), L'expérience d'aller au cinéma : Espace, cinéma et médiation (2006), Un monde merveilleux : Dispositifs, hétérotopies et représentation chez Disney (2006) ainsi que Dérive de l'espace public à l'ère du divertissement (2007).
Il a également écrit plusieurs articles dans des revues spécialisés comme Recherches sociographiques, Spirale, etc. Il a donné plusieurs communications dans des colloques, écrit des chapitres de livres.

### Carrière poétique
En plus de sa carrière universitaire, Pierre Barrette a écrit de la poésie et a été publié aux éditions du Noroît. Son premier recueil est intitulé Avant la lumière (1999). Il s'est d'ailleurs mérité le Prix Jacqueline-Déry-Mochon et a été finaliste du Prix Émile Nelligan. Il fait paraître ensuite trois autres recueils : Ligne dure (2001), Portraits de l'ascète en coureur de fond (2003) ainsi que Epiphany, Arizona (2009). En 2020, Pierre Barrette est en lice pour le Prix de la poésie Radio-Canada. Jacques Paquin définit la poésie de Barrette en ces mots : « Faisant échec au sens, bousculant les repères habituels de la poésie et en effet, la poésie de Barrette est faite de calculs, elle est lisse et froide et offre peu de prises aux amateurs de poésie lyrique. » 

## Œuvres

### Ouvrages collectifs
- Du simple au double : approches sémio-pragmatiques de Metropolis et Pour la suite du monde (avec Étienne Paquette et Charles Perraton), Montréal, Presses de l'Université du Québec, coll. « Groupe d'études et de recherches en sémiotique des espaces », 1995, 214 p.  (ISBN 9782921961004)
- Robinson à la conquête du monde du lieu pour soi au chemin vers l'autre (avec Étienne Paquette et Charles Perraton), Québec, Presses de l'Université du Québec, 2006, 236 p.  (ISBN 9781435683167)
- L' expérience d'aller au cinéma : Espace, cinéma et médiation (et al.), Montréal, Université du Québec à Montréal, coll. « Cahiers du gerse », 2006, 138 p.  (ISBN 9782921961042)
- Un monde merveilleux : Dispositifs, hétérotopies et représentation chez Disney (et al.), Montréal, Université du Québec à Montréal, coll. « Cahiers du gerse », 2006, 237 p.  (ISBN 9782921961059)
- Dérive de l'espace public à l'ère du divertissement (avec Étienne Paquette et Charles Perraton), Québec, Presses de l'Université du Québec, 2007, 244 p.  (ISBN 9782760514973)

### Poésie
- Avant la lumière, Montréal, Éditions du Noroît, 1999, 64 p.  (ISBN 9782890183711)
- Ligne dure, Montréal, Éditions du Noroît, 2001, 59 p.  (ISBN 9782890184619)
- Portraits de l’ascète en coureur de fond, Montréal, Éditions du Noroît, 2003, 78 p.  (ISBN 9782890185043)
- Epiphany, Arizona, Montréal, Éditions du Noroît, 2009, 72 p.  (ISBN 9782890186484)

## Prix et honneurs
- 1999 : Prix Jacqueline-Déry-Mochon (pour Avant la lumière)[8]
- 1999 : Finaliste du Prix Émile Nelligan (pour Avant la lumière)[8]
- 2020 : En lice pour le Prix de la poésie Radio-Canada 2020 (pour son poème « Épitaphe pour un homme silencieux »)[9]